# Програма модернізації SCB-125
SCB-125 — програма ВМС США по модернізації авіаносців типу «Ессекс», яка проводилась протягом 1954—1959 років. За цією програмою авіаносці отримали кутову політну палубу, а також ряд інших змін, що покращили мореплавність та бойові характеристики кораблів.

## Передумови

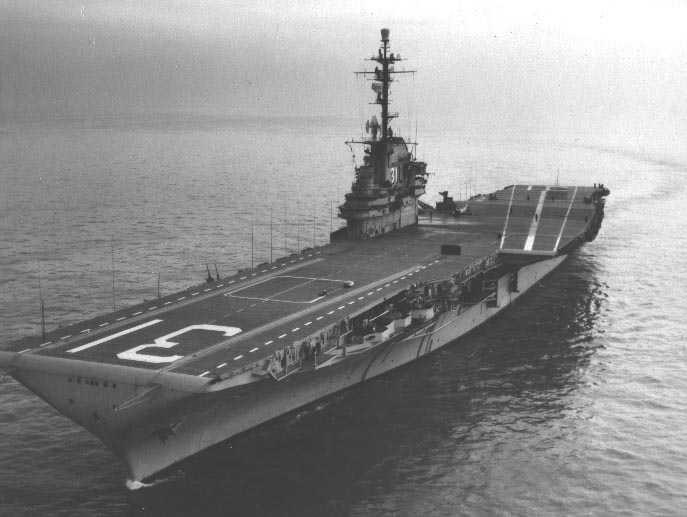
Авіаносець CV-31 «Бон Омм Річард» із закритим «штормовим» носом та кутовою палубою після модернізації за програмоюSCB-125

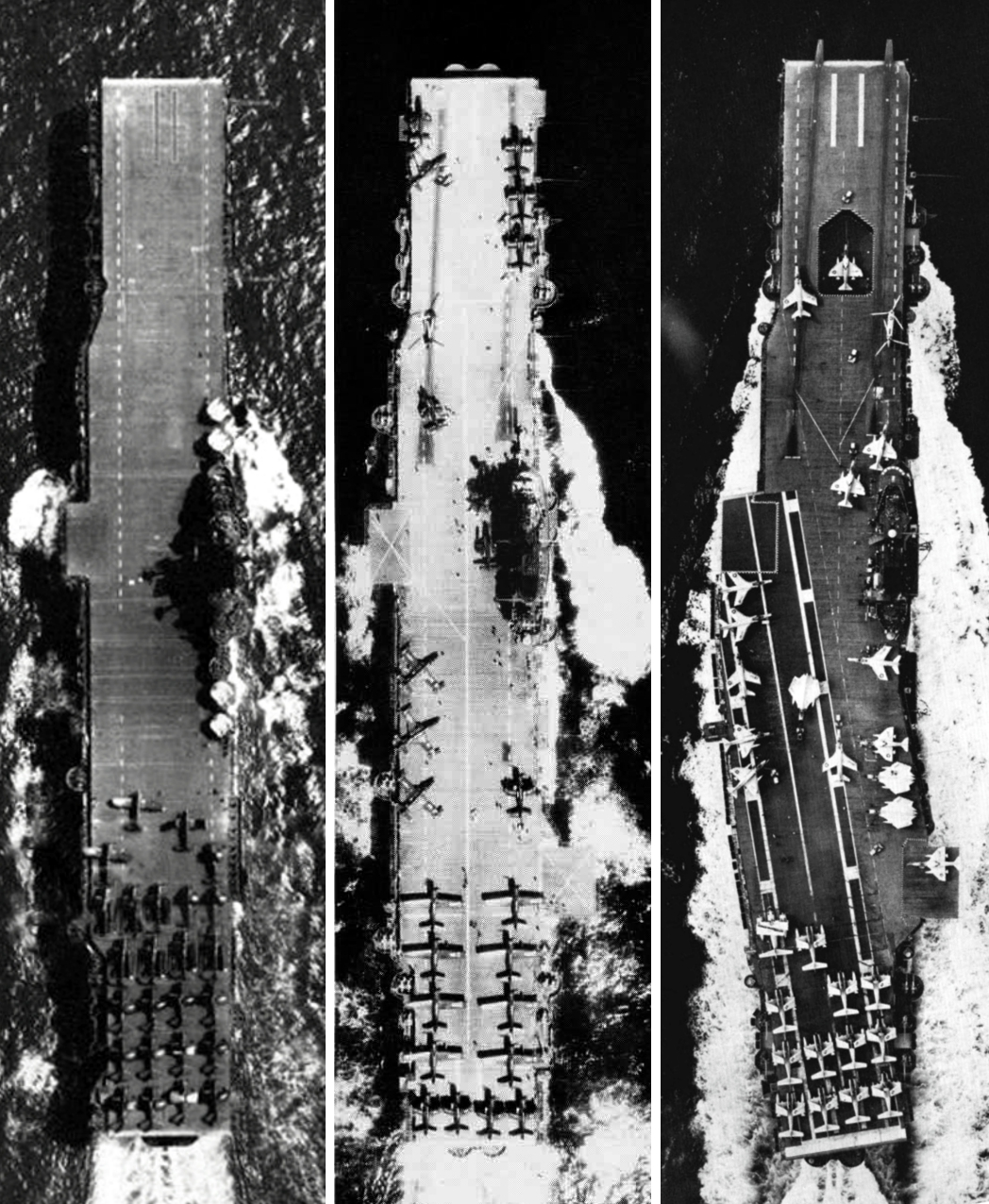
Авіаносець CV-11 «Інтрепід» після модернізації за програмою SCB-27C (зліва) та SCB-125 (справа)

Під час проведення модернізації авіаносців типу «Ессекс» за програмою SCB-27 ВМС США стало відомо про нове інженерне рішення — кутову політну палубу. Випробування показали, що вона значно підвищує безпеку посадки.
Кораблі, процес модернізації яких тільки розпочинався, зразу обладнували кутовою політною палубою (проєкт SCB-27C). А кораблі, раніше модернізовані за програмою SCB-27A, вирішили довести то стандарту, для чого була розроблена програма модернізації SCB-125.

## Модернізація
Програма модернізації SCB-125 фактично відрізнялась від SCB-27C тільки тим, що замість нових катапульт були збережені старі H-8 (це вимагало б суттєвої перебудови елементів корпуса), а кількість спарених 76-мм артилерійських установок скоротили до чотирьох. В середині 1950-х років за програмою SCB-125 переобладнали 7 авіаносців (крім «Лейк-Шемплейна»). Тільки 
«Оріскані», який проходив модернізацію останнім, отримав парові катапульти C-11 (тому цю модернізацію часом називають програмою SCB-125A) - тобто, він практично повністю повторив проєкт SCB-27C, відрізняючись лише деякими конструктивними особливостями. Так, через збільшення маси антен РЛС та встановлення різноманітного обладнання виникла необхідність подальшого збільшення об'єму булів, і ширина «Оріскані» склала 32,5 м.

## Модернізовані кораблі
| Авіаносець       | Програма    | Верф          | Початок робіт      | Повернення кораблів у стрій |
| «Шангрі-Ла»      | SCB-27C/125 | Puget Sound   | жовтень 1952 року  | січень 1955 року            |
| «Лексінгтон»     | SCB-27C/125 | Puget Sound   | вересень 1953 року | серпень 1955 року           |
| «Бон Омм Річард» | SCB-27C/125 | Hunters Point | травень 1953 року  | вересень 1955 року          |
| «Беннінгтон»     | SCB-125     | New York      | червень 1954 року  | квітень 1955 року           |
| «Йорктаун»       | SCB-125     | Puget Sound   | березень 1955 року | жовтень 1955 року           |
| «Восп»           | SCB-125     | Hunters Point | березень 1955 року | грудень 1955 року           |
| «Рендольф»       | SCB-125     | Norfolk       | серпень 1955 року  | лютий 1956 року             |
| «Ессекс»         | SCB-125     | Puget Sound   | серпень 1955 року  | січень 1956 року            |
| «Хорнет»         | SCB-125     | Puget Sound   | січень 1956 року   | серпень 1956 року           |
| «Хенкок»         | SCB-125     | Hunters Point | квітень 1956 року  | листопад 1956 року          |
| «Кірсердж»       | SCB-125     |               | липень 1956 року   | січень 1957 року            |
| «Тікондерога»    | SCB-125     | Norfolk       | серпень 1956 року  | квітень 1957 року           |
| «Інтрепід»       | SCB-125     | New York      | вересень 1956 року | травень 1957 року           |
| «Оріскані»       | SCB-125A    | Hunters Point | січень 1957 року   | травень 1959 року           |